# سيريل ستيوارت
سيريل ستيوارت (بالإنجليزية: Cyril Stuart)‏ هو قسيس أوغندي، ولد في 27 نوفمبر 1892، وتوفي في 23 أغسطس 1982.